# Summa Theologica (Eiximenis)
La Summa Theologica (en français : « Somme théologique ») est une œuvre littéraire écrite par Francesc Eiximenis en latin possiblement au commencement du XVe siècle. Elle appartient au genre des summae, qui représentaient la culmination de la pensée théologique médiévale.

## Découverte
Seulement quelques pièces de cette œuvre ont survécu.  Elles furent trouvées à l'archive de la cathédrale de Valence par le Franciscain Valencien León Amorós. Il transcrivit cette partie et la publia à la revue Archivum Franciscanum Historicum en 1959.

## Contenu de la part préservée
La plus importante partie s'occupe de la prédestination. Eiximenis voulait écrire sur cela au Quatrième Livre du Chrétien (ce livre était envisagé par lui mais ne fut pas écrit). Les autres matières sont les suivantes :
- Quid est suppositum (Qu'est-ce que c'est une supposition).
- Quid est persona (Qu'est-ce que c'est une personne).
- Quid est persona secundum Ricardum (Qu'est-ce que c'est une personne selon Richard (Richard de Saint-Victor).
- Quid demonstratio propter quid (Qu'est-ce que c'est une démonstration selon la cause).
- Quid demonstratio quia (Qu'est-ce que c'est une démonstration pour quoi).
- Quomodo Deus sit intelligibilis (Comment Dieu est intelligible).
- De lumine (Sur la lumière).
- De prescientia Dei (Sur la prescience de Dieu).

## Datation
León Amorós arrive à la conclusion que cette Summa fut écrite au même temps que la Vida de Jesucrist (Vie de Jésus-Christ), à cause des constantes références que sont faites en cette œuvre à la Summa, et aussi en raison du fait que les références à la Summa seulement apparaissent à la Vida de Jesucrist dans toutes les œuvres de François Eiximenis' work. Et la Vida de Jesucrist fut achevée au commencement du XVe siècle.

## Contenu et structure hypothétique
Compte tennu des références que sont faites dans la Vida de Jesucrist, L. Amorós déduit les suivants contenu et structure hypothétique:
- Le premier livre devrait avoir traité sur les quatre Évangélistes.
- Le deuxième livre devrait avoir traité sur la prédestination.
- Le troisième livre n'est pas mentionné.
- Le quatrième livre est mentionné trois fois. La première traite sur la circoncision de Christ. Une autre traite sur l'influence des étoiles sur les hommes. Et une autre traite sur les anges. Eiximenis avait déjà traité sur les anges dans son Llibre dels àngels (Livre des anges).
- Le cinquième livre devrait avoir traité sur l'Immaculée Conception.
- Le sixième livre devrait avoir traité sur l'Évangile.
- Le septième livre est mentionné à nouveau au sujet de la circoncision de Christ.

Il y a une autre référence, mais sans préciser le livre, au sacrament du baptême. Et finalement le chapitre 53 du 7e traité de la Vida de Jesucrist fait une référence à la Summa Theologica, mais sans préciser un livre concret au propos du sujet de l'usure (Valencia. BUV. Ms. 209, f. 200r).
Selon ces données L. Amorós déduit que cette summa consisterait en sept livres.

## Éditions numériques
- Édition dans la bibliothèque électronique du NARPAN.
- La Summa Theologica dans les œuvres complètes en ligne d'Eiximenis (en Catalan et Latin).